# Burak Bektaş

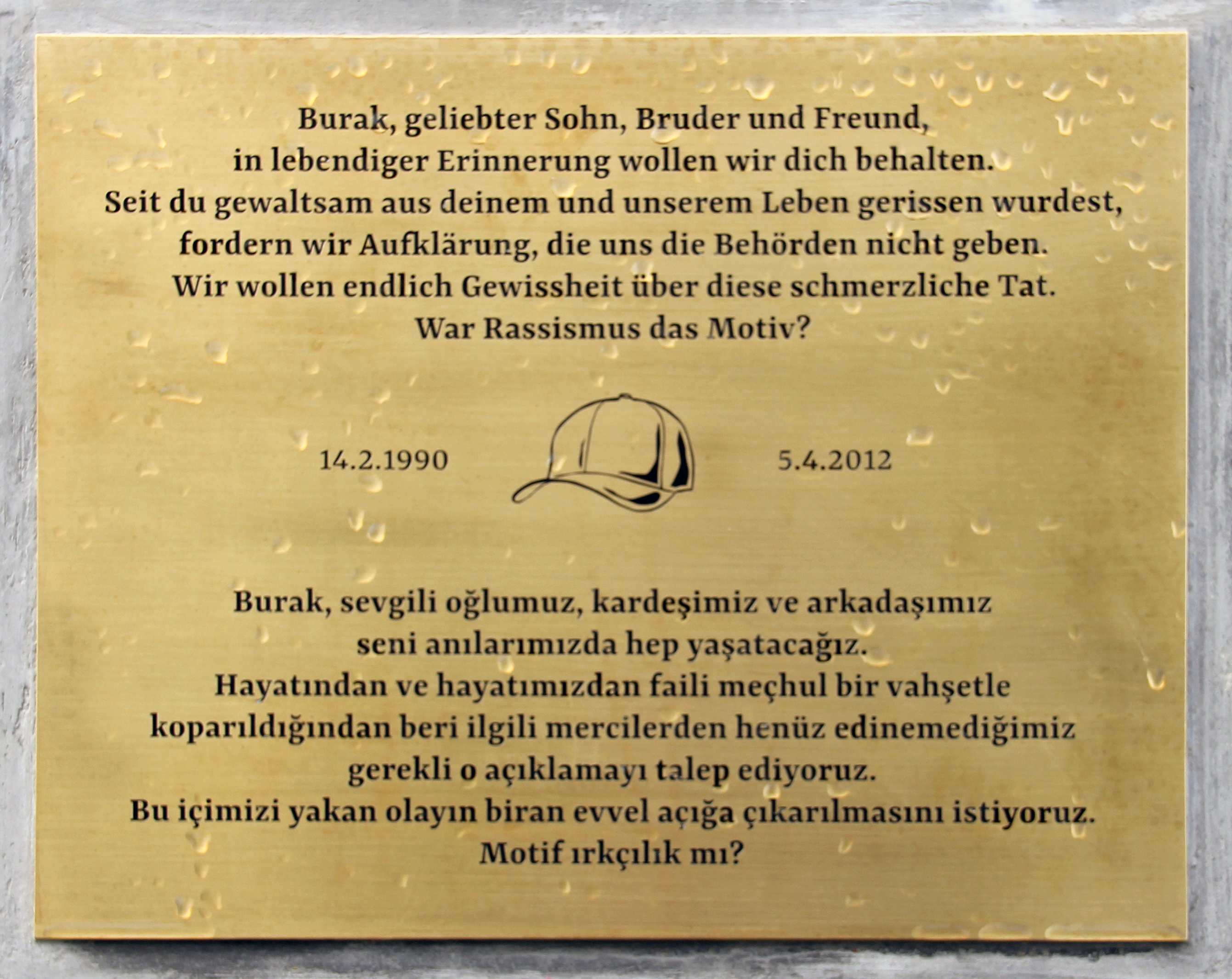
Gedenktafel für Burak Bektaş

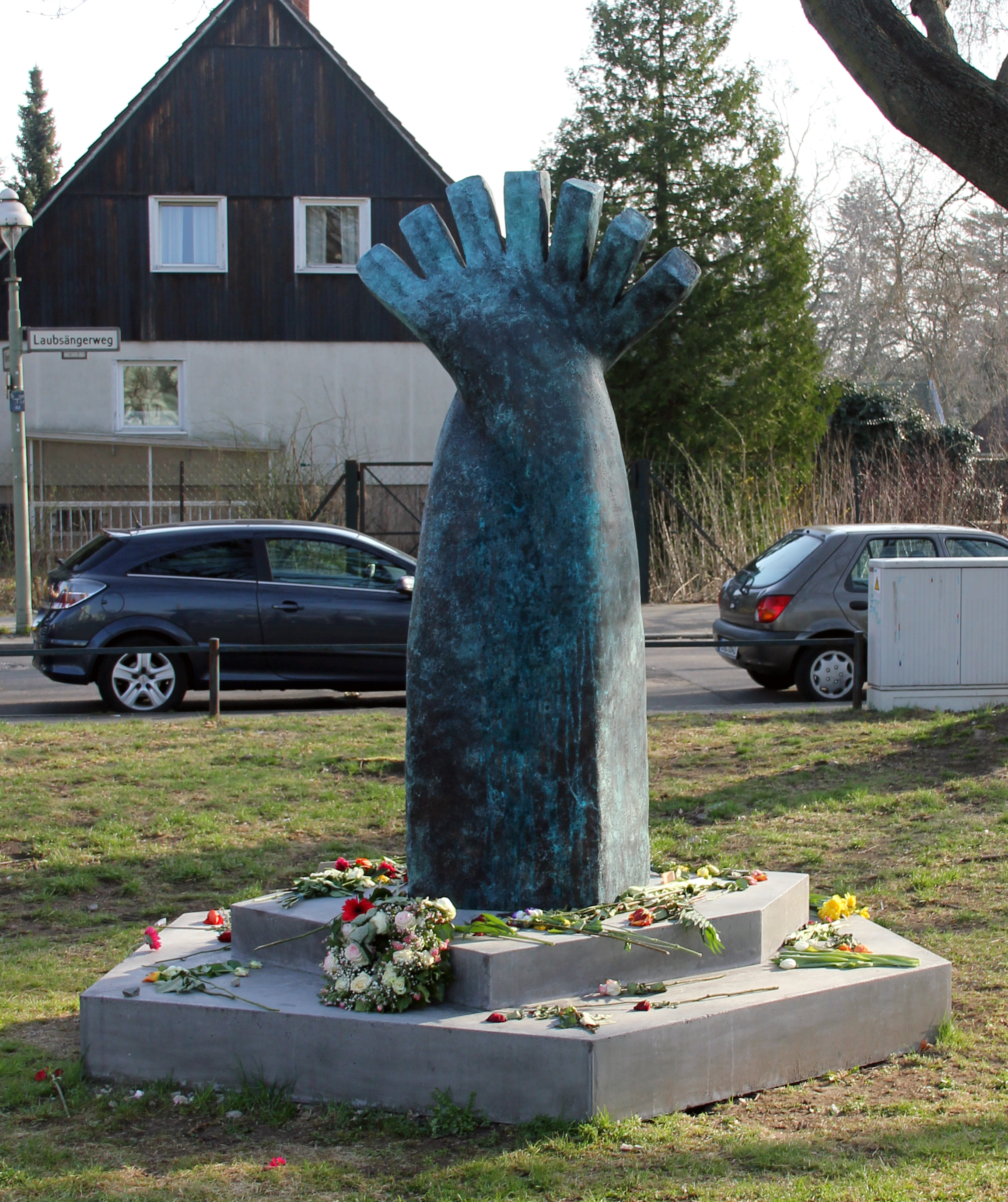
"Algorithmus für Burak und ähnliche Fälle", Rudower Straße Ecke Möwenweg, in Berlin-Buckow

Burak Bektaş (14. Februar 1990 in Berlin – 5. April 2012 in Berlin-Neukölln) war ein Berliner mit Migrationsgeschichte. Er wurde Opfer eines Tötungsdeliktes. Der Täter konnte bisher nicht ermittelt werden. 

## Leben und gewaltsamer Tod
Der Vater von Burak war in den 80er Jahren aus der Türkei nach Berlin gekommen und hatte hier seine türkische Frau kennengelernt. Burak wurde hier geboren, er hatte zwei Geschwister; Nach dem Realschulabschluss besuchte er eine Berufsschule und absolvierte eine Ausbildung als Automobilkaufmann.
Am Abend seines Todes bummelte er durch seinen Bezirk, dabei traf er zufällig einige Bekannte auf der Straße vor dem Vivantes Klinikum Neukölln. Die Gruppe von fünf jungen Männern geriet ins Gespräch, als ein vorbeikommender Mann (der nach Aussage der Zeugen mittleren Alters war und einen mitteleuropäischen Habitus aufwies) eine Pistole zückte und ohne Streit oder Vorwarnung auf die Gruppe fünf gezielte Schüsse abgab. Burak starb im Krankenhaus, zwei andere Gruppenmitglieder wurden schwer verletzt.

## Ermittlungen
Die sofort nach dem Vorfall aufgenommenen polizeilichen Untersuchungen und auch die Einbeziehung der Öffentlichkeit ergaben zwar sehr viele Hinweise, führten jedoch nicht zur Aufklärung. Ein rechtsextremes Motiv wird für möglich gehalten.
Weil die Ermittlungen längere Zeit keine Fortschritte machten, wurde die Initiative für die Aufklärung des Mordes an Burak Bektaş gegründet. Gemeinsam mit der Familie des Toten organisiert die Initiative jeden Monat eine Mahnwache am Tatort und Gedenkdemonstrationen.
Nachdem im Jahr 2015 wiederum in Neukölln, diesmal vor einem Club, der Brite Luke Holland wieder wort- und grundlos niedergeschossen worden war, hat die Polizei einen tatverdächtigen Deutschen festgenommen. Eine Verbindung mit dem Mord an Bektaş konnte – auch vom zeitweilig ermittelnden Staatsschutz – nicht festgestellt werden, obwohl die Tatverläufe sich sehr ähnelten. In der Wohnung des Verdächtigen hatte die Polizei zahlreiche Hinweise auf eine Nähe zum Rechtsextremismus gefunden; er wurde wegen der Tötung von Luke Holland zu 11 Jahren Freiheitsstrafe wegen Totschlags verurteilt.
Die Erkenntnisse und das Behördenhandeln angesichts der Tötungsdelikte Burak Bektaş und Luke Holland sowie der versuchten Tötung von vier weiteren Personen am 5. April
2012 werden vom 1. Untersuchungsausschuss („Neukölln“) und („Neukölln II“) im Berliner Abgeordnetenhaus seit 2022 auf Bezüge zur Neuköllner Anschlagsserie untersucht.

## Gedenktafel und Denkmal
Am 5. November 2017 weihte die Initiative eine Gedenktafel ein (Koordinaten: 52° 26′ 25,6″ N, 13° 27′ 32,4″ O). Zum 6. Todestag am 5. April 2018 wurde in der Nähe des Tatorts, auf der Grünfläche an der Rudower Straße, ein „unübersehbares Denkmal“ errichtet. Insgesamt hat das Denkmal rund 25.000 Euro gekostet, Teilfinanzierungen erfolgten durch Stiftungen und Projektfonds. Das Denkmal wurde am 8. April 2018 eingeweiht. Es wurde etwa eine Woche später durch unbekannte Täter mit einer Chemikalie beschädigt. Am 29. Juni 2021 wurde das Denkmal mit einem Hakenkreuz sowie einem Schriftzug mit den Buchstaben „AFD“ in schwarzer Farbe beschmiert. Am 8. März 2023 wurde das Denkmal erneut von Unbekannten mit einem Hakenkreuz beschmiert.